# Саел
Саел (на френски: Sahel) е регион в северната част на Буркина Фасо. Граничи на север с Мали и на изток с Нигер. Площта на региона е 35 360 квадратни километра, а населението е 1 395 109 души (по изчисления за юли 2018 г.). Столицата на Саел е град Дори. Регионът се дели на 4 провинции – Удалан, Сено, Сум и Яга.
Характерно за климата в региона е малкото количество валежи през цялата година. Регионът среща трудности поради малкото количество или в някои райони пълната липса на питейна вода.